# Bruno Conti (partigiano)
Bruno Conti (Carrara, 9 marzo 1911 – Casamozza, 12 settembre 1943) è stato un militare e partigiano italiano, medaglia d'oro al valor militare alla memoria.

## Biografia
Comandante di batteria da 75/27 del II Gruppo del 35º Reggimento di artiglieria da campagna della Divisione "Friuli", di stanza in Corsica, era al comando, a Casamozza, di una batteria che fu improvvisamente attaccata dai tedeschi. Conti resistette sino alla morte, come ricorda la motivazione della medaglia d'oro al valore militare.